# José Fradejas Lebrero
José Fradejas Lebrero (Algodre, 28 de mayo de 1924-Madrid, 16 de diciembre de 2010) fue un filólogo español, padre del asimismo profesor y catedrático de Filología Románica de la Universidad de Valladolid, José Manuel Fradejas Rueda.

## Biografía
Comenzó su carrera como catedrático de bachillerato en Ceuta en los años cincuenta. Desde ahí pasó al Instituto Padre Juan de Mariana de Talavera de la Reina y al Instituto Tirso de Molina de Madrid. Luego la prosiguió como profesor agregado de la Universidad Complutense de Madrid, catedrático en la Universidad de Sevilla y luego en la Universidad de Valladolid (entre 1975 y 1981). Finalmente, en la Universidad Nacional de Educación a Distancia (UNED), donde llegaría a ser catedrático emérito. Era miembro de los institutos de estudios locales de Ceuta, Zamora y Madrid, llegó a presidir el Instituto de Estudios Madrileños y desde 1994 fue miembro de la Real Academia de Alfonso X el Sabio de Murcia.
Su obra investigadora tiene tres vertientes: la del medievalista, especialmente centrado en los aspectos moriscos y árabes de la misma y en la difusión de los evangelios apócrifos; la del estudioso de la literatura tradicional o folklórica y la madrileñista, con más de doscientas publicaciones entre libros y artículos. Hizo ediciones del Sendebar; de Alonso de Toro; del Libro de caza de las aves del canciller Pero López de Ayala; de Enrique de Villena; de El estudiante de Salamanca de José de Espronceda; de Salas Barbadillo, Lope de Vega, Pedro Calderón de la Barca, Quevedo y Góngora y dos volúmenes de novelas cortas del siglo XVI, entre muchas otras. Asimismo, escribió diversas biografías de escritores (Hartzenbusch, Moratín ...) y libros de texto para la enseñanza de la lengua y literatura españolas.

## Obras
Esta bibliografía reúne numerosas obras de José Fradejas Lebrero, pero no todas. Para una bibliografía más completa de sus publicaciones, véase José Manuel Fradejas Rueda, "Bibliografía de José Fradejas Lebrero (1924-2010)" en José Fradejas Lebrero, Trayectoria de la novela corta en el siglo XVI, ed. de David González Ramírez, textos complementarios de José Manuel Pedrosa, José Manuel Fradejas Rueda, David González Ramírez, Ángeles González Luque y Guillermo Carrascón, Turín, Accademia University Press, 2018, pp. xxvii-xliv.

### Ediciones
- Francisco de Quevedo, El mundo por de dentro. La isla de los monopantos. Tetuán: Editorial Cremades, 1956.
- Diego Gómez Manrique y Lucas Fernández, Teatro religioso medieval, Tetuán: Editorial Cremades, 1956.
- Luis de Granada, Sermón de las caídas públicas, Tetuán: Ed. Cremades, 1957.
- Pedro Calderón de la Barca, El gran teatro del mundo, Tetuán: Cremades, 1957.
- Lope de Vega, La siega, Tetuan, Editorial Cremades, 1958.
- Pedro López de Ayala,Libro de la caza de las aves [Valencia] Editorial Castalia, 1959.
- Luis de Góngora, Fábula de Polifemo y Galatea, Ceuta: Ed. del Inst. Nacional de Enseñanza Media, 1960.
- Sendebar: libro de los engaños de las mujeres, Madrid: Editora Nacional, 1981 y Madrid: Castalia, 1990.
- Alonso Jerónimo de Salas Barbadillo, La hija de Celestina y La ingeniosa Elena Madrid: Instituto de Estudios Madrileños, 1983.
- VV. AA. Novela corta del siglo XVI, Barcelona: Plaza & Janés, 1985.
- Lope de Vega, La virgen de la Almudena: poema histórico Madrid: Instituto de estudios Madrileños, 1993.
- José de Espronceda, El estudiante de Salamanca y otros poemas [Barcelona]: Debolsillo, DL 2002.
- Ambrosio de Salazar, Cuentos; Murcia: Real Academia Alfonso X el Sabio, 2004.
- Enrique de Villena, Los doce trabajos de Hércules Valladolid [etc.]: Consejería de Cultura y Turismo [etc.], 2004.
- Más de mil y un cuentos del Siglo de Oro [Pamplona]: Universidad de Navarra; Madrid: Iberoamericana; Fráncfort: Vervuert, 2008.
- Alonso de Toro, Obras, Burgos: Fundación Instituto Castellano Leonés de la Lengua, 2008.

### Estudios
- Musulmanes y moriscos en el teatro de Calderón, Tetuán, Alta Comisaría de España en Marruecos, Delegación de Educación y Cultura, 1957.
- El evangelio árabe de la infancia y lo libre dels tres reys d'Orient, Tetuán, Alta Comisaría de España en Marruecos, Delegación de Educación y Cultura 1957.
- Geografía literaria de la Provincia de Madrid, Madrid, Consejo Superior de Investigaciones Científicas, Instituto de Estudios Madrileños, 1958.
- Tablas cronológicas de literatura española, Ceuta, s.n., 1959.
- Leandro Fernández de Moratín, Madrid, Dirección General de Enseñanza Media, [1960]
- Ceuta en la literatura, Ceuta, Instituto Nacional de Enseñanza Media, 1961.
- Estudios épicos: El Cid, Ceuta, Instituto Nacional de Enseñanza Media, 1962.
- El Cerco de Zamora, Ceuta, Instituto Nacional de Enseñanza Media, 1963.
- El romancero morisco, [Tetuán, Biblioteca Española Tetuán, 1964].
- La épica, Madrid, Editorial La Muralla, 1973.
- D. Juan Ruiz de Alarcón en Madrid, Madrid, Ayuntamiento de Madrid-Concejalía de Cultura y C.S.I.C. - Instituto de Estudios Madrileños, 1986.
- Literatura española, Madrid, Universidad Nacional de Educación a Distancia, 1987.
- Calderón de la Barca, Madrid, C.S.I.C.- Instituto de Estudios Madrileños, 1991.
- Calderón en Europa, Madrid: Ayuntamiento de Madrid- Área de Cultura y C.S.I.C. - Instituto de Estudios Madrileños, 1991.
- Narciso Serra, poeta y dramaturgo, Madrid, Ayuntamiento de Madrid- Área de Cultura y C.S.I.C. - Instituto de Estudios Madrileños, 1995.
- Francisco de Monzón, Madrid, Ayuntamiento de Madrid- Área de Cultura y C.S.I.C. - Instituto de Estudios Madrileños, 1998.
- Emilio Carrere: la penúltima versión de la "Leyenda de San Plácido", Madrid, Ayuntamiento de Madrid- Área de Cultura y C.S.I.C. - Instituto de Estudios Madrileños, 2001.
- La lengua del "Fuero" de Madrid, Madrid, C.S.I.C - Instituto de Estudios Madrileños, 2003.
- Biografía de Juan Eugenio Hartzenbusch, Madrid, C.S.I.C - Instituto de Estudios Madrileños, 2004.
- Don Ciro Bayo y Segurola, Madrid, Ayuntamiento de Madrid- Área de Cultura y C.S.I.C. - Instituto de Estudios Madrileños, 2001 y Madrid: Libertarias, 2005.
- Los evangelios apócrifos en la literatura española, Madrid, Biblioteca de Autores Cristianos, 2005.
- León V de Armenia: (primero y único) Señor de Madrid, Madrid, C.S.I.C - Instituto de Estudios Madrileños, 2007.